# Vasile Gheorghian
Vasile Gheorghian (n. 19 decembrie 1843, Botoșani – d. 20 februarie 1901, Iași) a fost un politician și ministru român. Era fratele mitropolitului Iosif Gheorghian.